# Излегощенский сельсовет
Излегощенский сельсове́т — сельское поселение в Усманском районе Липецкой области. 
Административный центр — село Излегоще.

## История
В соответствии с законами Липецкой области №114-оз от 02.07.2004 и №126-оз от 23.09.2004 сельсовет наделён статусом сельского поселения, установлены границы муниципального образования.

## Население
| 2010 | 2012 | 2013 | 2014 | 2015 | 2016 | 2017 |
| ---- | ---- | ---- | ---- | ---- | ---- | ---- |
| 536  | ↘484 | ↘460 | ↘454 | ↘425 | ↘406 | ↘400 |
| 2018 | 2021 |      |      |      |      |      |
| ↘393 | ↗405 |      |      |      |      |      |

## Состав сельского поселения
| № | Населённый пункт | Тип населённого пункта       | Население |
| - | ---------------- | ---------------------------- | --------- |
| 1 | Излегоще         | село, административный центр | ↘437      |
| 2 | Савицкое         | село                         | ↗101      |